# 28781 Timothylohr
28781 Timothylohr è un asteroide della fascia principale. Scoperto nel 2000, presenta un'orbita caratterizzata da un semiasse maggiore pari a 3,0134118 UA e da un'eccentricità di 0,1000521, inclinata di 1,35511° rispetto all'eclittica.